# 崔波 (官员)
崔波（1957年7月—），山东邹城人，中华人民共和国政治人物，中国共产党第十八届中央候补委员（十八届七中全会递补为中央委员）。

## 生平
1976年3月参加工作，1975年8月加入中国共产党。山东农学院干部专修科毕业，大连理工大学工商管理专业毕业，在职研究生学历，工商管理硕士。
历任共青团山东省济宁市委书记；中共曲阜县委副书记、县长，曲阜市委副书记、市长、市委书记，济宁市委常委；共青团山东省委副书记、省青联主席，团中央维护青少年权益部部长、青农部部长，书记处书记、全国青联副主席等职。
2003年5月，任宁夏回族自治区人民政府副主席。2003年12月，任中共宁夏回族自治区党委常委，並兼任银川市委书记。2011年8月，任中共宁夏回族自治区党委副书记。2012年1月，兼任自治区党委秘书长。2012年11月，当选中国共产党第十八届中央委员会候补委员。2013年3月，不再兼任自治区党委秘书长。2017年1月，当选宁夏回族自治区政协副主席。2017年4月，不再担任中共宁夏回族自治区党委副书记。2017年10月，被递补为中央委员。2018年1月，当选第十三届全国政协委员、宁夏回族自治区政协主席。2023年1月15日，卸任宁夏回族自治区政协主席职务。